# Ascea
Ascea est une commune de la province de Salerne, dans la région Campanie, en Italie.

## Culture
Le site archéologique d'Élée se trouve sur le territoire de la commune.

## Administration
| Période                                  | Période  | Identité    | Étiquette | Qualité |
| ---------------------------------------- | -------- | ----------- | --------- | ------- |
| 14 juin 2004                             | En cours | Mario Rizzo |           |         |
| Les données manquantes sont à compléter. |          |             |           |         |

### Hameaux
Velia, Mandia, Catona, Terradura, Stampella.

### Communes limitrophes
Casal Velino, Castelnuovo Cilento, Ceraso, Pisciotta, San Mauro la Bruca.